# André Mayamba
André Mayamba Mabuti Kathongo (ur. 1931 w Mukili, zm. 12 kwietnia 2016) – kongijski duchowny katolicki, biskup diecezjalny Popokabaka 1979-1993.

## Życiorys
Święcenia kapłańskie otrzymał 12 lipca 1959.
27 kwietnia 1978 papież Paweł VI mianował go biskupem koadiutorem Popokabaka. 27 sierpnia tego samego roku z rąk biskupa Pierre’a Bouckaerta przyjął sakrę biskupią. 1 grudnia 1979 mianowany biskupem diecezjalnym w tej samej diecezji. 24 września 1993 na ręce papieża Jana Pawła II złożył rezygnację z zajmowanej funkcji.
Zmarł 12 kwietnia 2016.